# Liebherr L508 Stereo
 (octobre 2023).
Le Liebherr L508 Stereo est un chargeur sur pneus fabriqué par Liebherr entre [Quand ?] et [Quand ?]. En 2023, ce modèle n'est plus produit.
Le terme « stereo » indique qu'il possède à la fois un châssis articulé et des roues arrière orientables.

## Fiche technique
- Charge de basculement : 3 824 kg
- Poids en ordre de marche : 5 480 kg
- Puissance du moteur : 65 ch
- Vitesse maximale : 20 km/h